# Никитченко, Анатолий Пантелеевич
Никитченко Анатолий Пантелеевич (4 октября 1935, Кривой Рог, Днепропетровская область — 19 декабря 2003, Кривой Рог, Днепропетровская область) — советский шахтёр, горный мастер шахты имени М. В. Фрунзе промышленного объединения «Кривбассруда» Министерства чёрной металлургии Украинской ССР. Герой Социалистического Труда (1975).

## Биография
Родился 4 октября 1935 года в городе Кривой Рог в рабочей семье.
В 1944 году, после освобождения Кривого Рога от немецких захватчиков, поступил в школу № 44, семь классов которой окончил в 1951 году. С 1952 года начал работать учеником электрика, потом — электрослесарем. Без отрыва от производства окончил восьмой класс школы рабочей молодёжи.
С сентября 1954 года проходил срочную военную службу в Советской армии — служил в Закавказском военном округе. Уволился в запас в январе 1958 года. Вернулся в Кривой Рог, где начал работать слесарем на шахте «Центральная» рудоуправления имени М. В. Фрунзе. По окончании в 1959 году курсов стал работать бурильщиком горных выработок и обрушения рудных массивов. В 1960 году окончил школу рабочей молодёжи № 34, получив полное среднее образование.
В 1967 году поступил на вечернее отделение Криворожского горного техникума, который окончил в 1970 году, получив специальность горного мастера.
Указом Президиума Верховного Совета СССР от 18 июля 1975 года за выдающиеся успехи в досрочном выполнении заданий девятой пятилетки и принятых социалистических обязательств Никитченко Анатолию Пантелеевичу присвоено звание Героя Социалистического Труда с вручением ордена Ленина и золотой медали «Серп и Молот».
Работал горным мастером рудоуправления имени Фрунзе. В 1991 году вышел на пенсию.
Умер 19 декабря 2003 года в Кривом Роге.
Представитель трудовой династии, один из лучших горных мастеров Кривбасса. Новатор производства, инициатор трудовых починов. Создал школу передового опыта.

## Награды
- Медаль «Серп и Молот» (18.07.1975, № 16940);
- дважды Орден Ленина (22.03.1966; 18.07.1975, № 422692);
- медали.

## Память
- Имя на Стеле Героев в Кривом Роге.